# 베르톨트 폰 바덴 변경백

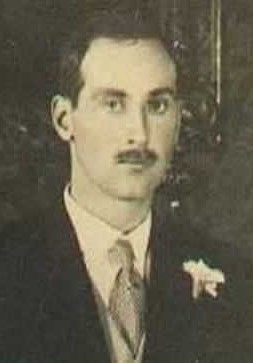
베르톨트 폰 바덴 변경백

바덴 변경백 베르톨트(Berthold, Margrave of Baden, 1906년 2월 24일 ~ 1963년 10월 27일)는 1918년까지 바덴 대공국을 통치했던 바덴 가문의 수장이었으며, 1929년부터 사망할 때까지 통치했다. 그는 필립의 둘째 누나인 그리스와 덴마크의 공주 테오도라와의 결혼을 통해 에든버러 공작 필립의 매형이 되었다.

## 참고 문헌
- Eade, Philip (2012). 《Young Prince Philip: His Turbulent Early Life》 (영어). HarperPress. ISBN 978-0-00-730539-1.
- Vickers, Hugo (2000). 《Alice: Princess Andrew of Greece》 (영어). Londres: Hamish Hamilton. ISBN 978-0-241-13686-7.